# Množični turizem

## Definicija
»Z rastjo in koncentracijo turizma je prišlo do pojava masovnega turizma tj. turizma v velikem številu oziroma turizma v masah, ki povzroča ekološko škodo. Masovni turizem je celota odnosov in pojavov, ki izhaja iz udeležbe turistične množice v turizmu. Pripadniki masovnega turizma se do narave vedejo slabše, kot bi se do nje vedli kot posamezniki. V vsakdanjem življenju so posamezniki odgovorni za svoja dejanja, ob vstopu v turistično množico pa te odgovornosti ne čutijo več. To vpliva na nezaželenost masovnega turizma v družbi, še posebej v prostoru, kjer tak turizem nastaja.« 

## Zgodovina turizma
Turizem in potovanja niso novi koncept, saj so jih poznali že v antičnih časih. Vse do 17. stoletja je bilo potovanje privilegij moških aristokratov, ki so potovali po Evropi in pridobivali nova znanja in ta prva potovanja imenujemo »Grand tour«. V srednjem veku pa je bil motiv potovanja predvsem verski.
Masovni turizem je bil prvotno razvit ob koncu 18. stoletja v Veliki Britaniji. Thomas Cook je s svojo potovalno agencijo vodil koncept cenovno dostopnih skupinskih potovanj. Z vzpostavitvijo odnosov med organizatorji potovanj, prevoznimi podjetji in hoteli je Cook lahko dosegel globoke popuste na potovalne storitve in te prihranke prenesel svojim strankam. Leta 1952 so se vzpostavili prvi leti iz Londona do Južne Afrike in Šrilanke in s tem pričetek razvoja letalske dobe in modernega turizma, kot ga poznamo danes. V naslednjih desetletjih pa se na turističnem trgu pojavi konkurenca med novimi turističnimi agencijami. Vse to pa je pripomoglo k razvoju masovnega turizma, »odkrivanju« novih destinacij in načinov potovanja.

## Masovni turizem ≠ prekomerni turizem
Masovni turizem in prekomerni turizem velikokrat v literaturi enačijo, a temu v resnici ni tako. »Overtourism« lahko v slovenščini prevajamo kot prekomerni ali čezmerni turizem. UNWTO pa masovni turizem opredeljuje, kot "vpliv turizma na destinacijo ali njene dele, ki pretirano vpliva na dojemanje kakovosti življenja državljanov in / ali kakovost doživetij obiskovalcev". Torej prekomerni oziroma čezmerni turizem je posledica dolgoročnega trajanja masovnega turizma, ki ga občutijo lokalno prebivalstvo prav tako kot turisti sami.

## Destinacije ustvarjene za masovni turizem
Destinacije so lahko naravnega ali človeškega nastanka. Naravne destinacije (jezera v Kanadi, Alpe v Švici, obala Španije itd.) premorejo le določeno število turistov in se ob nenadzorovanem oziroma prekomernem turizmu uničujejo ter njihova obnovitev čez čas ni mogoča. Destinacije človeškega nastanka delimo na zgodovinske in kulturne, ki imajo družbeno vrednost. Dodatno destinacije delimo na turistične atrakcije, ki so narejene ter prilagojene masovnemu turizmu (tematski in adrenalinski parki) in atrakcije, katerih primarni namen ni biti del turistične infrastrukture, a so za destinacije značilne turistične točke: nogometni stadioni (Camp Nou v Barceloni, Allianz Arena v Munchnu, itd.), koncertni stadioni/dvorane (Wembley stadion v Londonu, O2 arena v Londonu, Mercedez Benz area v Berlinu, itd.) in nakupovalni centri (Dubai Mall in Iran Mall). Primarni cilji turističnih destinacij narejenih za masovni turizem so sprostitev in zabava obiskovalcev ter ustvarjanje dobička. Človeško narejene destinacije za namene turizma lahko dnevno sprejmejo več tisoč obiskovalcev. Primeri:

#### Zabaviščni parki
- The Disneyland Magic Kingdom na Floridi ima dnevno kapaciteto do 100 000 obiskovalcev.
- Disney's Hollywood Studios na Floridi ima dnevno kapaciteto okoli 75 000 obiskovalcev.
- Disney's theme park Epcot na Floridi ima dnevno kapaciteto okoli 95 000 obiskovalcev.
- Disney's Animal Kingdom na Floridi ima dnevno kapaciteto 60 000 obiskovalcev.

#### Muzeji in galerije
Muzej Louvre v Parizu, The Metropolitan museum of art v New Yorku, British Museum v Londonu, The Vatican Museum imajo več milijonov obiskovalcev letno. Največje dnevno število, kar 5100 jih beleži Pariški muzej Louvre.

#### Stadioni/ koncertne dvorane
- Camp Nou v Barceloni ima kapaciteto 99 300 obiskovalcev.
- Stadion Wembley v Londonu ima kapaciteto 90 000 obiskovalcev.
- Croke Park v Dublinu ima kapaciteto 82 000 obiskovalcev.
- Stade de France v Parizu ima kapaciteto 80 600 obiskovalcev.

#### Nakupovalna središča
Iran mall, South China, SM Tianjin, Central Plaza WestGate, Dubai mall so največja nakupovalna središča na svetu, ki se raztezajo na več kot 500 000 m² in imajo notranjo kapaciteto za več, kot 2500 trgovin.

## Destinacije, ki jih masovni turizem uničuje
- Benetke, Italija- Benetke imajo populacijo lokalnega prebivalstva 50 000 in na leto jih obišče okoli 25 do 30 milijonov turistov.
- Dubrovnik, Hrvaška- Dubrovnik ima populacijo 43 000 ljudi in leta 2018 ga je obiskalo 1.3 milijonov turistov.
- Barcelona, Španija- Barcelona je mesto z 5 milijoni prebivalci in leta 2018 je mesto obiskalo dobrih 20 milijonov obiskovalcev.
- Machu Picchu, Peru- Machu Picchu obišče letno več, kot 1,5 milijona turistov in dnevno ob visoki sezoni v juliju, avgustu in septembru to nanese na 6000 turistov na dan.
- Santorini, Grčija- otok Santorini je leta 2018 obiskalo preko 2 milijona turistov in med visoko sezono in nenehnim obleganjem turistov mnogi domačini mesto zapustijo in se preselijo na sosednje otoke.
- Rim, Italija- Rim je leta 2018 obiskalo več, kot 15,2 milijona turistov in kar 36 milijonov nočitev kar je ogromno za mesto z 2,8 milijoni prebivalcev.[4]

1. ↑  Lisjak, Aljoša (2003). »Analiza turistične ponudbe obalnega zaledja Slovenske Istre : diplomsko delo«. repozitorij.uni-lj.si. Pridobljeno 27. aprila 2020.
2. ↑  »tourism | Definition, History, Types, Importance, & Facts«. Encyclopedia Britannica (v angleščini). Pridobljeno 27. aprila 2020.
3. ↑  »Attractions« (PDF). doc. dr. sc. Romania Alkier Radnidć. Pridobljeno 27. aprila 2020.[mrtva povezava]
4. ↑  Kragelj, Patricija (5. marec 2020). »Kraji, ki jih uničuje masovni turizem«. Izlet na dlani. Pridobljeno 27. aprila 2020.